# Alda Bandeira
Alda Bandeira Tavares Vaz da Conceição (Santana, 22 de setembro de 1949) é uma política de São Tomé e Príncipe.
Bandeira nasceu em Santana, São Tomé em 1949. Seu pai era enfermeiro. Ela estudou línguas modernas na Universidade de Eduardo Mondlane em Maputo, Moçambique, recebeu uma MA ems línguas modernas e literatura pela Universidade de Lisboa, e estudou relações internacionais no Instituto Superior de Ciências Sociais e Políticas de Lisboa. Bandeira ensinou ensinos secundários em Maputo e São Tomé entre 1975 e 1982.
Bandeira começou sua carreira política como diretora de cooperação multilateral no Ministério dos Negócios Estrangeiros, um cargo que ela ocupou de 1987 a 1990. Ela também serviu como a coordenadora nacional dos programas dos EU Africana Desenvolvimento Fundação em São Tomé de 1988 a 1990. Bandeira foi um dos membros fundadores do Partido da Convergência Democrática-Grupo de Reflexão (PCD-GR), o primeiro grupo de oposição no país. Após uma vitória esmagadora para o partido nas eleições de 1991, Bandeira ocupou o gabinete do ministro dos negócios estrangeiros de 1991 a 1993. Após seu marido Norberto Costa Alegre ser nomeado primeiro-ministro, ela renunciou do seu cargo no governo para ocupar seu lugar como membro do parlamento e evitar conflitos de interesse.
Bandeira foi eleita presidente de PCD-GR em 1995, um gabinete que ela ocupou desde 2001. Em 1996, concorreu à presidência do país, chegando à terceira posição, com 15% dos votos. Bandeira ensinou no Instituto Superior Politécnico em São Tomé de 2000 a 2002. Em abril de 2002, ela foi novamente nomeada ministra dos negócios estrangeiros, mas renunciou mais tarde no ano. Neste momento, Bandeira atua como diretora geral do recém-fundado Instituto Marítimo e de Administração Portuária em São Tomé.